# Риста Самарџић
Риста Самарџић (1895 — 1930), политички радник, члан Политбироа ЦК КПЈ.
Синдикалном покрету Босне и Херцеговине приступио је 1910. године. Члан Социјалистичке радничке партије Југославије (комуниста) је од 1919. године. Године 1926, отишао у Совјетски Савез на школвање на Комунистичком универзитету националних мањина Запада. Тада је постао члан Свесавезне комунистчке партије (бољшевика).
По одлуци Централног комитета КПЈ и Извршног комитета Коминтерне повучен је 1929. године из школе и кооптиран у Политбиро ЦК КПЈ у Бечу, а потом упућен на партијски рад у Југославију.
Ухапшен је августа 1930. године у Загребу. После мучења у загребачкој полицији, умро 15. октобра 1930. године.